# 多米尼克·蓋普
多米尼克·蓋普（英語：Dominic Chrislain Gape；1994年9月9日—）是一位英格蘭足球運動員。在場上的位置是中場。他現在效力於英乙球隊韦康比流浪者。

## 外部連結
- 足球数据库：多米尼克·蓋普的球员统计数据
- Soccerway資料庫：Dominic Gape
- Profile at Southampton F.C.